# Musongati (kommun)
Musongati är en kommun i Burundi. Den ligger i provinsen Rutana, i den centrala delen av landet, 90 km sydost om Burundis största stad Bujumbura.